# Vega de Cascallana
Vega de Cascallana (llamada oficialmente Santa Cruz da Veiga de Cascallá) es una parroquia y un lugar del municipio español de Rubiana, en la provincia de Orense, Galicia.

## Toponimia
La parroquia también es conocida por los nombres de La Vega de Castellana y Santa Cruz de Veiga de Cascalla.

## Geografía
Se encuentra entre el río Galir -afluente del Río Sil- y la carretera N-120, y está atravesado por la carretera OU-622 .

## Organización territorial
La parroquia está formada por una entidad de población:
- A Veiga de Cascallá

## Demografía
Gráfica demográfica del lugar y parroquia de Vega de Cascallana según el INE español:
| Gráfica de evolución demográfica de Vega de Cascallana entre 2000 y 2023 |
|                                                                          |
| Datos según el nomenclátor publicado por el INE.                         |

## Patrimonio
La iglesia parroquial, de estilo neoclásico, fue construida en 1959 con piedras de la iglesia de Alberguería (La Vega), parroquia que fue inundada en 1958 al construirse el embalse de Prada sobre el río Jares.